# アントニス・ガイタニディス
アントニス・ガイタニディス（Antonis Gaitanidis (ギリシア語: Αντώνης Γαϊτανίδης、2000年3月18日 - ）は、ギリシャ・ヨアニナ出身のプロサッカー選手。1.FCタトラン・プレショフ所属。ポジションは、ミッドフィールダー（ウイング）、フォワード。